# 長野道賢
長野 道賢（ながの どうけん、生没年不詳）は、戦国時代中期の上野国の武将。上野長野氏の一族。道賢は法名（「三宮院殿聖安道賢居士」）であり、実名は不詳。厩橋城城主。
厩橋長野氏の系譜については諸説あって混乱しているが、天文22年（1553年）の段階で、死去した先代当主・長野道安の後継者として家督を継いでおり、道安の息子とみられている。ただし、父・道安の位置づけについて、久保田順一は厩橋城主として知られる長野賢忠と同一人物、黒田基樹は長野賢忠の息子（つまり、道賢は賢忠の孫にあたる）としている。沼田顕泰の次男で後継者とされた弥七郎則安の妻は「厩橋の城主永野道玄の息女」とする記録（「永井実平書状」）があり、これは顕泰の三男である沼田朝憲が道賢の娘婿であったことを示すと考えられる。
その後、厩橋長野氏は永禄3年（1560年）に長尾景虎（上杉謙信）に厩橋城を攻められて降伏し、城主の長野彦太郎が謙信に従ったものの、同年12月14日に上野国伊勢崎（赤石城）での暴れ馬の騒ぎを謀叛と誤解した景虎によって、一族とみられる大胡左馬允とともに殺害されたとされる（「赤城神社年代記録」）。また、同年末から翌永禄4年（1561年）初めに景虎陣営で作成された「関東幕注文」に“厩橋衆”として長野藤九郎・同彦七郎・大胡（名不詳）が登場する。「関東幕注文」の作成が12月14日以前か以降かは不明で、その解釈も2つに分かれている。久保田は謙信に殺害された彦太郎を道賢として、その結果息子である藤九郎・彦七郎兄弟が出仕したと解釈しており（「関東幕注文」は彦太郎殺害後の永禄4年作成と解する）、「藤九郎」は正しくは「彦九郎」であろうと推測する。これに対して黒田は、藤九郎・彦七郎兄弟が道賢の息子であること、および「藤九郎」は「彦九郎」の誤りとすることでは久保田と一緒であるが、長野彦太郎の殺害によって厩橋長野氏は滅亡したとされていることから、彦太郎は同氏最後の当主とみられる彦九郎の誤伝とする（「関東幕注文」は永禄3年12月14日以前の作成と解する）。なお、彦九郎の妻は長野信濃守（業正）の娘であるとされている（「浜川長野系図」）。
謙信に殺害された長野彦太郎を、道賢・彦九郎（藤九郎）父子のいずれと解釈した場合でも、この事件の直後に厩橋城は謙信に接収されて厩橋長野氏は滅亡し、同城には北条高広が入ることになる。